# Atri
Atri is een stad in de Italiaanse regio Abruzzo in de provincie Teramo. De uit Dalmatië afkomstige Illyriërs gaven de stad rond de vijfde eeuw voor Christus de naam Hatrium. Gedurende deze periode dreef Atri veel handel met de Etrusken die aan de andere zijde van de Apennijnen woonden. Enkele Etruskische voorwerpen die rondom de stad gevonden zijn liggen nu tentoongesteld in het British Museum  in Londen. In 289 voor Chr. werd Hatria een Romeinse kolonie. Uit deze periode dateren de resten van het Romeinse theater.
Rondom de stad liggen de spectaculaire Calanchi. De heuvels van kalksteen zijn hier sterk geërodeerd, en worden doorsneden door een ontelbaar aantal kloven. Het bijzondere landschap heeft sinds 1995 de status van beschermd natuurgebied.

## Geboren
- Giulio Falcone (1974), voetballer
- Pasquale di Sabatino (1988), autocoureur
- Jacopo Dezi (1992), voetballer

## Bezienswaardigheden
- Kathedraal (1223)
- Resten van een Romeins theater (1e eeuw)
- De kerk San Francesco (1715)
- Museo Capitolare

## Afbeeldingen

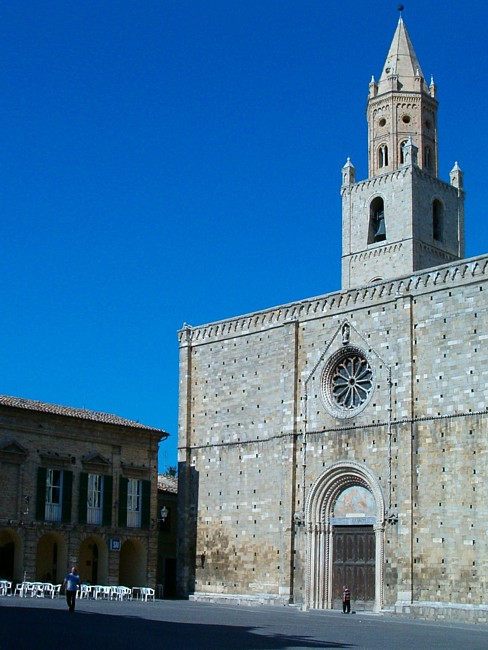
Kathedraal

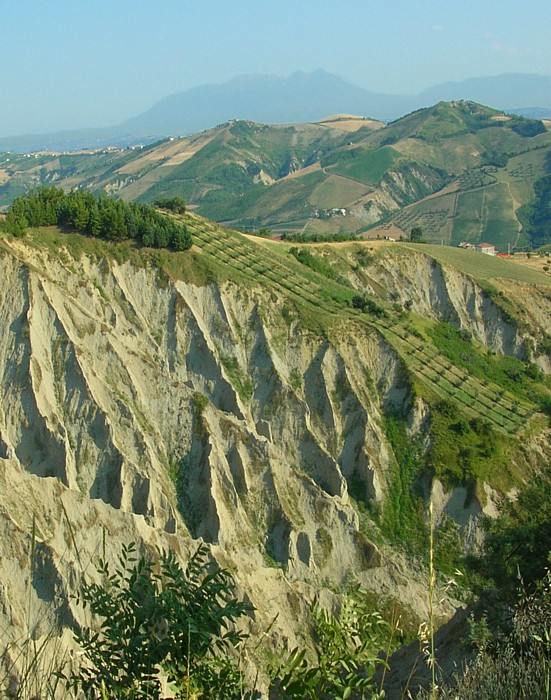
Calanchi